# То је било неко лепше и срећније време изд. 2
То је било неко лепше и срећније време изд. 2 је  компилацијски албум српског и југословенског рок бенда Рибља чорба. Објављен је 9. септембра 2000. године под окриљем издавачке куће Хи-Фи Центар, а на њему се налази двадесет песама. Албум је објављен на аудио касети и компакт диск издању.

## Листа песама
| №   | Назив                                | Трајање |  |
| 1.  | Погледај дом свој анђеле             |         |  |
| 2.  | Хлеба и игара                        |         |  |
| 3.  | Немој да идеш мојој улицом           |         |  |
| 4.  | Амстердам                            |         |  |
| 5.  | Ту нема бога нема правде             |         |  |
| 6.  | Свирао је Дејвид Бови                |         |  |
| 7.  | Кад падне ноћ (У помоћ)              |         |  |
| 8.  | Задњи воз за Чачак                   |         |  |
| 9.  | Луд сто посто                        |         |  |
| 10. | Члан мафије                          |         |  |
| 11. | Кажи, о те љуби док сам ја на стражи |         |  |
| 12. | Авиону сломићу ти крила              |         |  |
| 13. | Ал Капоне                            |         |  |
| 14. | Где си у овом глупом хотелу          |         |  |
| 15. | Црна Гора, Бар                       |         |  |
| 16. | Амин                                 |         |  |
| 17. | Кад сам био млад                     |         |  |
| 18. | Зелена трава дома мог                |         |  |
| 19. | Љубоморко                            |         |  |
| 20. | Гастарбајтерска песма                |         |  |